# Luxació de ròtula
La luxació de ròtula és la que es veu majoritàriament en persones joves. En moltes ocasions es redueix espontàniament.

## Etiologia
- Contracció quadricipital
- Contusió directa

## Tipus
Luxació lateral o externa: és la que es produeix de manera més freqüent.
Luxació medial o interna: molt rara.

## Clínica
Deformitat, dolor (sobretot a l'aleró intern) i, ocasionalment, hemartrosi.

## Diagnòstic
El diagnòstic sol ser clínic. Es fan radiografies per descartar fractures osteocondrals que molts cops acompanyen aquestes lesions.
Es fa una TC o una RMN quan se sospita d'una fractura amb fragments petits o una ruptura del lligament patel·lofemoral.

## Tractament
Es redueix la luxació fent una extensió del genoll i s'immobilitza.
Es recorre al tractament quirúrgic si hi ha:
- Fractura osteocondral: si el fragment és inferior a 1.5cm es retira; si és més gran es realitza una osteosíntesi.
- Ruptura del lligament patel·lofemoral medial: se sutura el lligament.

La immobilització es realitza durant 1-3 dies. Després d'aquest període es comença a rehabilitar l'extremitat (moviments 0-30º les primeres dues setmanes) i es reintrodueix la mobilització completa a partir de la tercera setmana.
En el cas de les luxacions recidivants s'intenta potenciar la musculatura quadricipital. Depenent de l'etiologia també es pot intentar arreglar quirúrgicament.

## Factors predisponents
- Angle Q tancat: l'angle Q és l'angle que es forma entre la línia del quàdriceps i el tendó rotulià.
- Genoll valgus.
- Rotació externa de la tíbia.
- Rotació interna del fèmur.
- Situació alta de la patel·la.
- Insuficiència del vast medial del quàdriceps.
- Inclinació externa patel·lar.
- Hipoplàsia de la tròclea femoral.